# Aleksandros Papanastasiu
Aleksandros Papanastasiu (gr. Αλέξανδρος Παπαναστασίου; ur. 8 lipca 1876 w Tripoli, zm. 17 listopada 1936 w Atenach) – premier Grecji, polityk.
Był synem polityka Panajotisa Papanastasiu. Ukończył studia prawnicze na Uniwersytecie w Atenach, gdzie w 1899 obronił pracę doktorską. Brał udział w I wojnie bałkańskiej jako ochotnik. Dwukrotnie sprawował funkcję premiera Grecji (w okresie od 12 marca 1924 do 24 lipca 1924 oraz od 26 maja 1932 do 5 czerwca 1932). Za jego rządów utworzony został Uniwersytet Arystotelesa w Salonikach.
Zmarł na atak serca we własnym domu.